# Les fêtes vénitiennes
Les fêtes vénitiennes (deutsch etwa: „Die venezianischen Feste“) ist ein Opéra-ballet in einem Prolog und üblicherweise drei bis fünf der insgesamt acht Entrées von André Campra (Musik) mit einem Libretto von Antoine Danchet. Die Uraufführung fand am 17. Juni 1710 im Palais Royal der Pariser Oper statt. Das Werk wurde bis zur endgültigen Fassung vom 14. Oktober 1710 mehrfach überarbeitet, indem einzelne Entrées ausgetauscht und neue hinzugefügt wurden.

## Handlung
Im Folgenden werden die einzelnen Entrées in der Reihenfolge des Librettos von 1714 aufgeführt. Das Kürzel „a“ steht dabei für „ajoutée“ (Anhang). Die jeweiligen Nummern der Partiturausgabe sind in eckigen Klammern angegeben.

### Prolog: „Le triomphe de la Folie sur la Raison dans le temps du Carnaval“
Der Triumph der Torheit über die Vernunft zur Zeit des Karnevals
- Le Carnaval, der Karneval (Bass)[1]
- La Folie, die Torheit (Sopran)
- La Raison, die Vernunft (Sopran)
- Démocrite, Demokrit (Tenor)
- Héraclite, Heraklit (Bass)
- ein Tor, eine Törin, zwei komische Masken, ein Allain, seine Frau, ein Pächter, eine Pächterin, ein Deutscher, eine Deutsche, Diogène, Masken, Gefolge von La Folie und Le Carnaval (Ballett)

Szene 1. Im Hafen von Venedig fordert Le Carnaval eine maskierte Menschenmenge auf, jeden Kummer zu vergessen und das Leben zu genießen. Auch die strenge Weisheit ist nicht mehr willkommen.
Szene 2. La Folie erscheint mit einem Gefolge von Tänzern und lockt die Menschen herbei. Sie hat dasselbe Ziel wie Le Carnaval.
Szene 3. La Raison kommt mit einigen Weisen, darunter Démocrite und Héraclite, hinzu und fordert die Menge auf, den Unsinn zu lassen und wieder nach Weisheit zu streben. Héraclite ist entsetzt über das Verhalten der Menschen. Démocrite dagegen ist begeistert.
Szene 4. La Folie und ihre Anhänger vertreiben La Raison höhnisch.

### I. [–] „La fête des barquerolles“
Das Fest der Bootsführer
- ein venezianischer Arzt
- Lilla, junge Gondoliera
- Damiro, Liebhaber Lillas
- eine Gondoliera, die La Victoire (den Sieg) repräsentiert
- ein Gondoliere
- Gondolieri und Gondoliere (Ballett)

Szene 1. Die Gondolieri führen auf der Ponte dei carmini und auf ihren Gondeln einen Schaukampf aus. Ein alter Arzt klagt auf Italienisch darüber, dass er seine Enthaltsamkeits-Grundsätze nicht mehr befolgen könne.
Szene 2. Als der Arzt der jungen Lilla den Hof macht, weist diese ihn verächtlich ab.
Szene 3. Der Gondoliere Damiro teilt Lilla mit, dass er den Wettkampf gewonnen habe. Die beiden erklären sich ihre Liebe.
Szene 4. Zur Siegerehrung erscheinen weitere Gondolieri und Gondoliere. Eine von ihnen repräsentiert als La Victoire den Sieg selbst. Sie übergibt Lilla eine Krone, mit der diese ihren Geliebten krönt. Alle preisen das glückliche Paar.

### II. [V.] „Les sérénades et les joueurs“
Die Serenaden und die Spieler
- Léandre, junger Franzose, Liebhaber Irènes (Bass)[1]
- Isabelle, Venezianerin, in Léandre verliebt (Sopran)
- Lucile, Venezianerin, in Léandre verliebt (Sopran)
- Irène, Venezianerin, Geliebte Léandres (Sopran)
- La Fortune, das Glück (Sopran)
- ein Spieler (Haute-Contre)
- ein Diener Fortunes (Haute-Contre)
- Spieler (Chor)
- Spanier, Spanierinnen, Volk der Biskaya (Ballett)

Szene 1. Die junge Isabelle wurde von ihrem Geliebten verlassen und spioniert ihm am Abend eifersüchtig vor dem Ridotto, dem venezianischen Spielcasino, nach.
Szene 2. Lucile befindet sich in derselben Situation. Sie hofft, dass ihre Suche nach ihrem treulosen Liebhaber vergeblich sein wird.
Szene 3. Als die beiden Frauen aufeinander treffen, stellen sie fest, dass sie beide vom selben Mann, Léandre, verführt wurden. Obwohl sie einander misstrauen, schließen sie sich zur Rache zusammen. Als Léandre erscheint, verstecken sie sich, um ihn zu beobachten.
Szene 4. Léandre hat eine Gruppe Musikanten mitgebracht, mit denen er seiner neuen Dame Irène ein Ständchen bringt. Anschließend schickt er seine Freunde fort und fordert Irène auf, sich zu zeigen.
Szene 5. Irène denkt gar nicht daran, der Werbung des Schürzenjägers zu folgen. Sie singt stattdessen ein anspielungsreiches italienisches Lied über einen Schmetterling, der von Blüte zu Blüte fliegt.
Szene 6. Stattdessen tritt Lucile aus ihrem Versteck. Da es inzwischen dunkel geworden ist, hält Léandre sie für Irène. Er versichert ihr, dass er nur sie liebe und nie irgendwelche Gefühle für Lucile oder Isabelle gehabt habe. Die beiden wissen nun über seinen wahren Charakter Bescheid. Eine Gruppe von maskierten Spielern kommt aus dem Ridotto, angeführt von La Fortune. Lucile, Isabelle und Léandre erkennen, dass die Liebe wie das Spiel vom Wankelmut La Fortunes bestimmt wird. Léandre will sein Liebesglück nun woanders suchen.
Szene 7. Die Spieler bitten La Fortune um Unterstützung. Diese warnt jedoch vor ihrer Launenhaftigkeit. Sie vergleicht sich mit dem ebenso wankelmütigen Amor und freut sich darüber, dass sie beide von den Menschen mehr Ehrungen erhalten als alle anderen Götter.

### III. [II.] „L’Amour saltimbanque“ / „Les saltimbanques de la place Saint-Marc“
L’Amour als Gaukler
- Filindo, Anführer der Gaukler (Bass)[1]
- Eraste, junger Franzose, Liebhaber Léonores (Haute-Contre)
- Léonore, eine junge Venezianerin (Sopran)
- Nérine, Léonores Gouvernante (Haute-Contre)
- L’Amour, Amor, als Gaukler verkleidet (Sopran)
- Gaukler (Chor)
- Arlequin und Polichinel (zwei Espagnoletten), Spetsapher, Scaramouchette, ein Alter, eine Alte, ein Bauer, eine Bäuerin, Pantalon, Pantalonne, galante Maske (Ballett)

Szene 1. Eraste, ein als Venezianer verkleideter junger Franzose, liebt Léonore. Er klagt Filindo, dem Leiter einer Gauklertruppe, dass er ihr seine Gefühle noch nicht offenbaren konnte, weil sie ständig von ihrer Gouvernante bewacht wird. Eraste rät ihm, es mit verliebten Blicken zu versuchen. Er wolle ihm die Gelegenheit dazu verschaffen, wenn Léonore am Abend bei einem seiner Auftritte erscheint.
Szene 2. Die Gouvernante Nérine verabscheut die Liebe grundsätzlich. Sie hält L’Amour für einen Betrüger. Léonore gehen ihre ständig wiederholten Warnungen allmählich auf die Nerven. Sie hat viele Verehrer, schwärmt aber besonders für den jungen galanten Franzosen.
Szene 3. Bei dem von Filindo und den Gauklern veranstalteten Fest tritt L’Amour persönlich in der Kleidung eines Gauklers auf. Er ist nur durch seinen Bogen zu erkennen. Während Nérine dem Auftritt zuschaut, nutzt Eraste die Gelegenheit, sich Léonore zu nähern. Unterdessen preist L’Amour seine Künste an, die die Jugend noch strahlender und das Alter weniger schwer machen. Treue sei heutzutage aus der Mode gekommen. Eraste teilt Léonore mit, dass er das anders sehe und ihren Vater um ihre Hand bitten wolle. L’Amour rät, die Zeit seiner Anwesenheit zu nutzen, denn er werde nicht lange bleiben.

### Ia. [–] „La fête marine“
Das Meeresfest
- Astolphe, Venezianer
- Céphise, Venezianerin
- Dorante, Liebhaber Céphises, als Matrose verkleidet
- Doris, Dienerin Céphises
- Matrosen (Chor)
- Matrosen, Frauen der Matrosen (Ballett)

Szene 1. An der Küste Venedigs wird ein maritimes Fest mit vielen Schiffen gegeben. Weil Astolphe sein Mündel Céphise dabei nicht unbeaufsichtigt lassen will, bittet er einen Matrosen, auf sie achtzugeben.
Szene 2. Céphise und ihre Dienerin Doris ärgern sich über den eifersüchtigen Astolphe. Doris schlägt vor, auf einem der Schiffe zu fliehen, um seiner Tyrannei zu entkommen. Zusammen mit Dorante werden sie den Gefahren des Meeres trotzen können.
Szene 3. Dorante nähert sich als Matrose verkleidet seiner Geliebten. Er informiert sie darüber, dass Astolphe sie während des Festes einsperren wolle. Es sei ihm aber gelungen, in Verkleidung sein Vertrauen zu gewinnen und als Wächter angestellt zu werden. Er habe bereits ein Schiff zur Flucht vorbereitet.
Szene 4. Als Astolphe zurückkehrt, verabschiedet sich Dorante, um am Fest teilzunehmen. Céphise und Doris werfen Astolphe seine Eifersucht vor. Sie können die Feierlichkeiten nicht genießen, wenn sie unter ständiger Bewachung stehen. Astolphe hält Céphise für undankbar, da er sie aufgezogen hat. Doris entgegnet, dass er auf diese Weise lediglich ihren Hass auf sich ziehe. Astolphe gibt nach, schwört aber, dass er sich später rächen werde.
Szene 5. Als Dorante und weitere Matrosen die Feiernden auf ihr Schiff rufen, steigen Céphise und Doris auf. Astolphe dagegen wird der Zugang verwehrt. Dorante gibt sich ihm als sein Rivale zu erkennen.
Szene 6. Während das Schiff ablegt, bleibt Astolphe wütend und verzweifelt am Ufer zurück.

### IIa. [IV.] „Le bal [ou Le maître à danser]“
Der Ball oder Der Tanzmeister
- Alamir, ein polnischer Prinz (Bass)[1]
- Thémir, Edelmann aus dem Gefolge Alamirs, als polnischer Prinz verkleidet (Haute-Contre)
- Iphise, Venezianerin (Sopran)
- der Musikmeister (Alt)
- der Tanzmeister (Tenor)
- eine Maske (Haute-Contre)
- verkleidete Venezianer und Venezianerinnen (Chor)
- Masken (Ballett)

Szene 1. Ein Ballsaal in einem venezianischen Palast. Der polnische Prinz Alamir liebt die Venezianerin Iphise. Er hat ihr seine Gefühle allerdings noch nicht offenbart, weil er glaubt, dass sie ihn nur seiner Stellung wegen erhören wird. Sein Vertrauter Thémir hat daher einen Plan entwickelt: Beim abendlichen Ball wollen sie die Kleider tauschen, damit Alamir Iphise auf die Probe stellen kann.
Szene 2. Der Ball beginnt mit einer Vorstellung eines Musikmeisters und eines Tanzmeisters, die um den Vorrang ihrer jeweiligen Kunst wettstreiten. Der als Prinz verkleidete Thémir gibt wohlwollende Kommentare dazu ab.
Szene 3. Der nun als gewöhnlicher Edelmann auftretende Alamir fragt Iphise, warum sie ihn liebe, obwohl doch ein Prinz um sie werbe. Er selbst habe ihr doch nur seine Liebe und Treue zu bieten, aber keinen Reichtum oder Ruhm. Iphise versichert ihm ihre Liebe. Sie brauche keinen Ruhm, um ihm treu zu bleiben. Er bleibt so hartnäckig dabei, die Vorzüge des Prinzen zu preisen, dass Iphise schließlich an seiner eigenen Liebe zweifelt.
Szene 4. Thémir bittet den Prinzen, das Fest zu eröffnen. Dabei redet er ihn mit seinem Titel an. Iphise erkennt die Wahrheit.
Szene 5. Alamir bittet Iphise um Verzeihung für seine Täuschung und erklärt ihr den Grund. Er hat nun keine Zweifel mehr an ihrer aufrichtigen Liebe.
Szene 6. Musik- und Tanzmeister kommen mit einer Gruppe maskierter Tänzer und Sänger zurück, und das Fest kann beginnen. Jetzt soll L’Amour herrschen.

### IIIa. [I.] „Les devins de la place Saint-Marc“
Die Wahrsager des Markusplatzes
- Léandre, ein französischer Kavalier (Bass)[1]
- Zélie, eine junge Venezianerin, als Zigeunerin verkleidet (Sopran)
- eine Zigeunerin (Sopran)
- Wahrsager, Zigeuner, Zigeunerinnen (Chor, Ballett)

Szene 1. Auf dem Markusplatz erklärt Zélie einer Zigeunerin den Grund für ihre Verkleidung: Sie will die Gefühle ihres Verehrers Léandre prüfen. Als dieser erscheint, versteckt sie sich, um ihn zu belauschen.
Szene 2. Léandre bittet L’Amour, ihm seine Wünsche zu erfüllen und es ihm nicht übelzunehmen, dass er nach einem Erfolg sofort neue Abenteuer suche.
Szene 3. Die vermeintliche Zigeunerin Zélie liest Léandre in der Hand. Dabei erzählt er ihr ohne Bedauern von seiner Flatterhaftigkeit. Treu zu bleiben hieße, das Land seiner Herkunft zu verleugnen. Zélie teilt ihm mit, dass er in Venedig die Liebe zweier Frauen gewonnen habe, ohne dass sein Herz davon berührt wurde – doch jetzt bemühe er sich um die Gunst einer anderen Dame, die stolzer sei und Treue erwarte. Léandre entgegnet, es bereite ihm keine Schwierigkeiten, Treue zu heucheln. Zélie sagt ihm voraus, dass er noch heute das Ziel seiner Wünsche sehen und von ihr eine Lektion erhalten werde.
Szene 4. Wahrsager, Zigeuner und Zigeunerinnen laden die Liebenden ein, ihre Erfolgsaussichten zu erfahren. Zélie preist die Vorzüge der treuen Liebe, denn L’Amour herrsche nur in den schönen Jahren und fliehe im Herbst des Lebens. Léandre gibt das zu denken.
Szene 5. Zélie gibt sich Léandre zu erkennen und gibt ihm den Laufpass: Sie kenne nun seine Gefühle – er möge die ihrigen beurteilen. Léandre ist nun allerdings von ihrer Liebe überzeugt. Er will sich weiter um sie bemühen.

### IVa. [III.] „L’opéra [ou Le maître à chanter]“
Die Oper oder Der Gesangsmeister
- Damire, neapolitanischer Herr (Bass, ggf. Bariton)[1]
- Adolphe, Neapolitaner, Freund Damires (Haute-Contre)
- Léontine, Sängerin der Oper (Sopran)
- Lucie, Sängerin der Oper (Sopran)
- ein Gesangsmeister (Tenor)
- Rodolphe (Bass)
- „[Opéra-]Ballet de Flore“:
  - Flore, Blumengöttin (= Léontine, Sopran)
  - Zéphire, milder Westwind (Haute-Contre)
  - Schäferin (= Lucie, Sopran)
  - Borée, winterlicher Nordwind (= Damire, Bass)
  - Schäfer, Schäferinnen, Zephyre (Chor)
  - Schäfer, Schäferinnen (Ballett)

Szene 1. Der Neapolitaner Damire erzählt seinem Freund Adolphe, dass er sich nach deren Auftritt als Armide in die Sängerin Léontine verliebt hat. Er weiß, dass er im Venezianer Rodolphe einen mächtigen Rivalen hat. Léontine wird am Abend in der Oper die Flore singen. Damire will in der Aufführung als Nordwind Borée erscheinen, um sie zu entführen, während Rodolphe im Publikum das Schauspiel betrachtet.
Szene 2. Die von vielen Verehrern umschwärmte Léontine gesteht sie ihrer Freundin Lucie, dass sie sich nur einen einzigen treuen Geliebten wünsche.
Szene 3. Léontines Gesangsmeister will ihr vor dem Auftritt noch einige Ratschläge geben. Außerdem soll er sie im Auftrag Rodolphes über dessen Liebe informieren. Da er jedoch ebenfalls in Léontine verliebt ist, kann er seine Eifersucht nicht verbergen.
Die Szene verwandelt sich und zeigt nun die Gärten der Flore. Rodolphe nimmt als Zuschauer vor der Bühne Platz. Flore tritt in Begleitung ihrer Nymphen auf und lässt sich auf einem Bett aus Blumen nieder.
Ballet de Flore
Szene 1. Flore ruft nach ihrem Geliebten, dem Westwind Zéphire.
Szene 2. Zéphire lädt die Einwohner der Gegend zu einem Fest ein.
Szene 3. Zéphire und Flore feiern mit den Schäfern und Schäferinnen die Schönheit der Natur, bis sie von lautem Getöse unterbrochen werden.
Szene 4. Borée und weitere Winde tragen Flore mit sich fort.
Szene 5. Der entsetzte Zéphire fordert den Gott Jupiter zur Rache auf, doch dieser lässt sich zu seiner Verwunderung nicht blicken.
Letzte Szene. Lucie erklärt Zéphire und Rodolphe, dass Léontines Geliebter in das Spiel eingegriffen habe. Nachdem Zéphire von Rodolphes Liebe zu Léontine erfahren hat, fordert er ihn auf, seine Rolle zu übernehmen und den Zorn Jupiters zu beschwören. Rodolphe verlässt sich jedoch lieber auf irdische Rache. Er schickt seine Leute zum Hafen, um das Paar von der Flucht abzuhalten.

### Va. [–] „Le triomphe de la Folie, comédie“
Der Triumph der Torheit, Komödie
- Arlequin
- La Folie, die Torheit
- ein Doktor
- ein Spanier
- ein Franzose
- Colombine
- ein anderer Spanier
- eine Spanierin
- ein Spanier, eine Spanierin, ein Deutscher, eine Deutsche, Pierot, die Frau Pierrots, La Folie (Ballett)

Szene 1. Der als Philosoph Diogenes verkleidete Arlequin erscheint mit einer Laterne in der Hand auf dem Markusplatz und preist die Macht der Weisheit.
Szene 2. La Folie unterbricht ihn ärgerlich und wirft ihm vor, ihr aus dem Weg zu gehen. Arlequin/Diogenes erklärt daraufhin, dass er sie sehr wohl schätze, diese Zuneigung aber geheim halte. Sie komme in seiner Gunst direkt hinter der Weisheit.
Szene 3. Auf seiner Suche nach einem weisen Menschen fragt Diogenes einen Arzt, was diesem am wichtigsten ist. Zu seinem Erstaunen nennt der Arzt trotz seines hohen Alters die Liebe. Er ist also nicht der Gesuchte.
Szene 4. Ein Spanier antwortet auf ähnliche Weise.
Szene 5. Auch ein Franzose denkt nur an seine Angebetete.
Szene 6. Nachdem er die Hoffnung schon aufgegeben hat, trifft Arlequin/Diogenes auf Colombine, seine ehemalige Geliebte. Er wagt es zunächst nicht, sie anzusehen. Sie bleibt aber hartnäckig, und schon bald verfällt er ihren Reizen und wirft seine Robe fort. Beide besingen gemeinsam die Freuden der Liebe.
Szene 7. Verkleidete und maskierte Venezianer und weitere Personen treffen ein, spielen auf ihren Gitarren und bejubeln die Macht der Liebe. Der alte Arzt macht Colombine auf Italienisch den Hof, wird aber von ihr abgewiesen. Arlequin amüsiert sich pantomimisch über ihn. Alle feiern.

## Werkgeschichte

### Frühe Produktionen
Les fêtes vénitiennes ist wahrscheinlich das erfolgreichste Werk André Campras. Es wurde allein in den ersten vier Monaten mehr als 50 Mal in unterschiedlicher Form gespielt und blieb bis 1776 zum Repertoire der Pariser Oper, wo es immer wieder neu inszeniert wurde. Das Libretto stammt von Antoine Danchet.
Die Zusammenstellung der verschiedenen Entrées im Verlauf des Jahres 1710 ist im 1714 gedruckten Libretto angegeben.
Uraufführung, 17. Juni 1710
Die bei der Uraufführung am 17. Juni 1710 gespielte Fassung enthielt demnach einen Prolog und drei Entrées::125
- Prolog. „Le triomphe de la Folie sur la Raison dans le temps du Carnaval“
- I. „La fête des barquerolles“[A 1]
- II. „Les sérénades et les joueurs“
- III. „L’Amour saltimbanque“

Im Prolog sangen Gabriel-Vincent Thévenard (Le Carnaval), Mlle Poussin (La Folie), Mlle Desmatins (La Raison), Charles Hardouin (Héraclite) und Mantienne (Démocrite). In „La fête des barquerolles“ sangen Jean Dun (Venezianischer Doktor), Mlle Dun (Lilla), Jacques Cochereau (Damiro), Mlle Hecqueville (Gondoliera) und Guesdon (Gondoliere). In „Les sérénades et les joueurs“ sangen Thévenard (Léandre), Françoise Journet (Isabelle), Mlle Pestel (Lucile), Mlle Dun (Irène), Mlle Desjardins (La Fortune) und Buseau (Diener Fortunes). In „L’Amour saltimbanque“ sangen Hardouin (Filindo), Cochereau (Eraste), Mlle Poussin (Léonore), Mantienne (Nérine) und Mlle Dun (L’Amour saltimbanque).
10. Vorstellung, 8. Juli 1710
Ab dem 8. Juli 1710 wurde das erste Entrée durch das neue Entrée „La fête marine“ ersetzt:
- Prolog. „Le triomphe de la Folie sur la Raison dans le temps du Carnaval“
- I. „La fête marine“
- II. „Les sérénades et les joueurs“
- III. „L’Amour saltimbanque“

In „La fête marine“ sangen Dun (Astolphe), Mlle Journet (Céphise), Cochereau (Dorante), Mlle Dun (Doris) und Guesdon (Matrose).
23. Vorstellung, 8. August 1710
Ab dem 8. August 1710 wurde der Prolog fortgelassen und zwischen den ersten beiden Entrées der neue Entrée „Le bal“ eingefügt:
- I. „La fête marine“
- II. „Le bal ou Le maître à danser“
- III. „Les sérénades et les joueurs“
- IV. „L’Amour saltimbanque“

In „Le bal“ sangen Thévenard (Alamir), Buseau (Thémire), Mlle Journet (Iphise), Mantienne (Musikmeister) und Marcel (Tanzmeister).
34. Vorstellung, 5. September 1710
Ab dem 5. September 1710 wurde „Les sérénades et les joueurs“ durch das neue Entrée „Les devins de la place Saint-Marc“ ersetzt:
- I. „La fête marine“
- II. „Le bal [ou Le maître à danser]“
- III. „Les devins de la place Saint-Marc“
- IV. „L’Amour saltimbanque“

In „Les devins de la place Saint-Marc“ sangen Thévenard (Léandre), Mlle Poussin (Zélie) und Mlle Dun (Zigeunerin).
51. Vorstellung, 14. Oktober 1710
Ab dem 14. Oktober 1710 wurde der Prolog wieder gespielt, allerdings unter einen neuen Titel und reduziert auf die beiden Charaktere Le Carnaval und La Folie. Außerdem wurde „La feste marine“ durch das neue Entrée „L’opéra“ ersetzt:
- Prolog. „Le Carnaval dans Venise“
- I. „Les devins de la place Saint-Marc“
- II. „L’Amour saltimbanque“
- III. „L’opéra [ou Le maître à chanter]“
- IV. „Le bal [ou Le maître à danser]“

In „L’opéra“ sangen Hardouin (Damire), Mlle Journet (Léontine), Mlle Dun (Lucie), Buseau (Zéphyre und Astolphe), Courteil (Rodolphe).
Dezember 1710
Im Dezember 1710 fiel der Prolog wieder weg, und das erste Entrée wurde durch das neue Entrée „La comédie“ ersetzt::125
- I. „Le triomphe de la Folie“ („La comédie“)
- II. „L’Amour saltimbanque“
- III. „L’opéra [ou Le maître à chanter]“
- IV. „Le bal [ou Le maître à danser]“

In „La comédie“ sangen der Tänzer François Dumoulin (Arlequin), Mlle Poussin (La Folie), Dun (Arzt), Cochereau (Spanier), Thévenard (Franzose) und Mlle Dun (Colombine).
Libretto 1714
Das 1714 gedruckte Libretto enthält sämtliche genannten Entrées in der folgenden Reihenfolge:
- Prolog. „Le triomphe de la Folie sur la Raison dans le temps du Carnaval“
- I. „La fête des barqueroles“
- II. „Les sérénades et les joueurs“
- III. „Les saltinbanques de la place Saint-Marc“ („L’Amour saltimbanque“)
- IV. Premiere entrée ajoutée. „Fête marine“
- V. Deuxième entrée ajoutée. „Le bal“
- VI. Troisième entrée ajoutée. „Les devins de la place Saint-Marc“
- VII. Quatrième entrée ajoutée. „L’opéra“
- VIII. Cinquième entrée ajoutée. „Le triomphe de la Folie, comédie“

Partiturdruck 1714
Für die ebenfalls 1714 bei Christophe Ballard in Paris erschienene Druckausgabe der Partitur, die auch der modernen Neuausgabe von Heugel zugrunde liegt, wurden fünf Entrées ausgewählt:
- Prolog. „Le triomphe de la Folie sur la Raison“
- I. „Les devins de la place Saint-Marc“
- II. „L’Amour saltimbanque“
- III. „L’opéra“
- IV. „Le bal“
- V. „Les sérénades et les joueurs“

Wiederaufnahmen
In den Jahren 1712, 1713, 1721, 1731, 1732, 1740, 1750 und 1759 wurde das Werk in jeweils unterschiedlicher Form wieder aufgenommen.:126 1732 und 1740 wurden zusätzliche Pantomimen eingebaut. Weiterhin wurden neue Airs ergänzt oder ersetzten ältere Stücke. Manchmal wurde Teile mit anderen Werken kombiniert. Einschließlich der späteren Modifikationen gab es insgesamt vier verschiedene Versionen des Prologs und neun Entrées (Françoise Dartois-Lapeyre nennt zusätzlich zu den bereits aufgeführten ein Entrée mit dem Titel „La Vénitienne“).:124 In der ersten Hälfte des 18. Jahrhunderts nahm fast jeder aktive Künstler der Pariser Oper an den Aufführungen teil.

### Moderne Aufführungen
Die erste Aufführung des Werks in neuerer Zeit war eine Produktion der Wuppertaler Bühnen in einer Inszenierung von Günther Ballhausen, die 1970 bei den Schwetzinger Festspielen gespielt wurde. Die musikalische Leitung hatte János Kulka.
1991 wurden Les fêtes vénitiennes in einer Inszenierung des Choreografen François Raffinot unter der musikalischen Leitung von Jean-Claude Malgoire in Metz, Montpellier und Tourcoing gezeigt.
2004 zeigte die New York Baroque Dance Company das Entrée „L’Amour en saltimbanque“ in der Florence Gould Hall in einer Choreografie von Catherine Marie Turocy. Jame Richman leitete das Concert Royal.
Weitere Aufführungen gab es 2010 anlässlich des 350. Geburtstags des Komponisten. La Simphonie du Marais spielte den Prolog und das Entrée „Le triomphe de la Folie“ unter der Leitung von Hugo Reyne unter anderem im Schloss Versailles. Es sangen Bénédicte Tauran (La Raison, Colombine, Silvanire), Amaya Dominguez (La Folie), Romain Champion (Démocrite, Arlequin, Un suivant de la Folie), Aimery Lefèvre (Héraclite, Un Français) und Florian Westphal (Le Carnaval).
2015 zeigte die Opéra-Comique Paris den Prolog und die Entrées „Le bal“, „Les sérénades“ und „L’opéra“ in einer Inszenierung von Robert Carsen und einer Choreografie von Ed Wubbe. Das Bühnenbild stammte von Radu Boruzescu und die Kostüme von Petra Reinhardt. William Christie leitete das Ensemble Les Arts Florissants. Das Scapino Ballet Rotterdam tanzte. Ein Videomitschnitt wurde auf Culturebox bereitgestellt. Die Produktion wurde 2016 auch an der Brooklyn Academy of Music gezeigt.
2015 gab es außerdem eine Produktion der Hochschule für Musik in Danzig im Danziger Nationalmuseum mit Dorota Cybulska-Amsler (Dirigent und Regie) und Alain Christen (Choreografie und Regie). Sie wurde 2017 auch im Théâtre Cité-Bleue in Genf gezeigt.

## Gestaltung
André Campras Les fêtes vénitiennes ist ein vollendetes Beispiel der musikalischen Gattung des Opéra-ballet. Die Charakterisierungen der Personen sind musikdramatisch sorgfältig ausgearbeitet. Jedes einzelne Entrée ist eine in sich abgeschlossene Komödie. Alle behandeln den venezianischen Karneval, wie man ihn sich in Frankreich vorstellte, mit venezianischen Charakteren und bekannten Schauplätzen. Bei drei Hauptcharakteren handelt es sich um Franzosen, die in Venedig Liebesabenteuer suchen.:246
Die einzelnen Entrées haben unterschiedliche Komplexitätsgrade. In einigen dient ein dünner Handlungsrahmen lediglich zur Einstimmung auf das eigentliche Divertissement. In anderen ist letzteres essentiell für den Fortschritt der Handlung. Drei Charaktere (der Tanzmeister in „Le bal“, Zélie in „Les devins de la place Saint-Marc“ und Arlequin im Entrée „Le triomphe de la Folie“) müssen sowohl singen als auch tanzen. Dies deutet auf Einflüsse des alten italienischen Theaters und des Jahrmarkttheaters hin.:248f
In „L’opéra“ gibt es ein „Spiel im Spiel“, das inhaltlich in die Rahmenhandlung einbezogen ist. Campras Musik leistet hier einen wesentlichen Beitrag zu einer perfekt ausgeführten „Dramaturgie des doppelten Bodens“.
Die vierte Szene von „Les devins de la place Saint-Marc“ enthält einen mit „Cantate“ überschriebenen zusammenhängenden Abschnitt. Er bezieht sich auf das in Frankreich erst wenige Jahre zuvor eingeführte Genre der italienischen Kammerkantate, die hier allerdings nur zwei statt der üblichen drei Paare von Rezitativ und Arie besitzt. Auch der Instrumentalsatz weist italienische Einflüsse auf. Um diese Form in sein französisches Opernballett zu integrieren, erweiterte Campra die abschließenden Ritornelle der Arien zu kurzen Tanzstücken.:250 Ein ähnliches Verfahren wendete Campra in der dritten Szene von „L’Amour saltimbanque“ an, wo L’Amour als Solist einer integrierten Kantate auftritt. Diese enthält drei Lieder, zwischen denen getanzt wird. Eine dritte Kantate, allerdings ohne Tänze, findet sich in der vierten Szene von „Les sérénades et les joueurs“.:252
Das Werk enthält viele unterschiedliche Tänze. Die von Françoise Dartois-Lapeyre identifizierten Typen sind: Bourrée (2 Stück in „L’opéra“), Chaconne, Contredance, Forlane, Gigue, Marche (4 Stück in 5 Entrées), Menuet (2 Stück in „Le bal“), Passepied (7 Stück in 4 Entrées), Musette, Sarabande, Sicilienne, Tambourin und Villanelle.:130 Auch die Arienformen sind variabel. Kleine zweiteilige Airs sind oft gesungene Versionen eines der Tänze.
In der zweiten Szene von „Le bal“ zitiert der Musikmeister Ausschnitte einiger namentlich nicht genannter Opern, um die Macht seiner Kunst zu demonstrieren: das „Entrée des songes funestes“ aus Jean-Baptiste Lullys Atys (1676), die Sturmmusik aus Marin Marais’ Alcione (1706) und die Musik Le Sommeils aus André Cardinal Destouches’ Issé (1697). Außerdem verknüpft Campra einzelne Szenen durch motivische Bezüge miteinander.

### Orchester
Die Orchesterbesetzung enthält die folgenden Instrumente:
- Holzbläser: zwei Flöten, zwei Oboen, zwei Fagotte
- Streicher: Violinen 1, Violinen 2, Bratschen, Violoncelli, Kontrabässe
- Basso continuo: Laute, Theorbe, Cembalo
- Schlagwerk

## Aufnahmen
- 1966 – Gustav Leonhardt (Dirigent), Collegium Aureum.
 Suite mit Musik aus der Oper, in der CD-Ausgabe kombiniert mit Campras L’Europe galante.
 Harmonia Mundi 74321-32332-2 (CD), Harmonia Mundi HMS 30822 (LP), Harmonia Mundi 6577-077 (LP), Harmonia Mundi HM 20336 (LP), Harmonia Mundi HMS 17 111 (7’’-Single, Sonderausgabe für die Rhein-Pharma Arzneimittel GmbH Heidelberg).[15][16][17]
- 30. Januar 2015 – William Christie (Dirigent), Robert Carsen (Inszenierung), Ed Wubbe (Choreografie), Petra Reinhardt (Kostüme), Les Arts Florissants, Scapino Ballet Rotterdam.
 Emmanuelle de Negri (La Raison, Lucile, Lucie) Élodie Fonnard (Iphise, La Fortune), Rachel Redmond (Irène, Léontine, Flore), Emilie Renard (La Folie, Isabelle), Cyril Auvity (Maître de danse, Suivant de la Fortune, Adolphe), Reinoud van Mechelen (Thémir, Un masque, Zéphir), Marcel Beekman (Maître de musique), Marc Mauillon (Alamir, Damir, Borée), François Lis (Le Carnaval, Léandre, Rodolphe), Sean Clayton (Démocrite), Geoffroy Buffière (Heroclite).
 Video; live aus der Opéra-Comique Paris
 Prolog und die Entrées „Le bal“, „Les sérénades“ und „L’opéra“.
 Videostream auf Culturebox.[18][7]

## Digitalisate
- Les fêtes vénitiennes: Noten und Audiodateien im International Music Score Library Project
- Libretto (französisch), Paris 1710. Digitalisat bei Google Books. In: Recueil general des opéra réprésentez par l’Academie Royale de Musique, depuis son établissement. Band 10. Paris 1714, S. 128–252 (PDF: S. 152–176)
- Libretto (französisch), Paris 1759. Digitalisat bei Gallica
- Klavierauszug von Arthur Pougin, Paris im Internet Archive